# Бражинецька сільська рада
Бражине́цька сільська́ ра́да — колишня адміністративно-територіальна одиниця та орган місцевого самоврядування в Полонському районі Хмельницької області. Адміністративний центр — село Бражинці.

## Загальні відомості
Бражинецька сільська рада утворена в 1923 році.
- Територія ради: 3,934 км²
- Населення ради: 1 027 осіб (станом на 2001 рік)
- Територією ради протікає річка Деревичка

## Населені пункти
Сільській раді були підпорядковані населені пункти:
- с. Бражинці
- с. Кіпчинці
- с. Фадіївка

## Склад ради
Рада складалася з 14 депутатів та голови.
- Голова ради: Гречанівський Олександр Віталійович

### Керівний склад попередніх скликань
| Прізвище, ім'я, по батькові         | Основні відомості                                                             | Дата обрання | Дата звільнення |
| ----------------------------------- | ----------------------------------------------------------------------------- | ------------ | --------------- |
| Іванкова Тамара Віталіївна          | Сільський голова, 1957 року народження, член Народної партії                  | 26.03.2006   | 31.10.2010      |
| Шимон Василь Анатолійович           | Сільський голова, 1969 року народження, освіта вища, безпартійний             | 31.10.2010   | 27.05.2012      |
| Гречанівський Олександр Віталійович | Сільський голова, 1969 року народження, освіта незакінчена вища, безпартійний | 27.05.2012   |                 |

Примітка: таблиця складена за даними сайту Верховної Ради України

### Депутати
За результатами місцевих виборів 2010 року депутатами ради стали:

#### За суб'єктами висування
| Суб'єкт висування | Кількість обраних депутатів | %    |
| ----------------- | --------------------------- | ---- |
| Самовисування     | 8                           | 57,1 |
| Партія регіонів   | 4                           | 28,6 |
| Народна партія    | 2                           | 14,3 |

#### За округами
| № округу        | Прізвище, ім'я, по батькові         | Дата визнання обраним | Освіта             | Партійна приналежність | Відомості про обраного депутата                       |
| --------------- | ----------------------------------- | --------------------- | ------------------ | ---------------------- | ----------------------------------------------------- |
| Народна Партія  |                                     |                       |                    |                        |                                                       |
| 12              | Бронич Григорій Олексійович         | 05.11.2010            | середня спеціальна | член Народної партії   | СТОВ «Колос», електрик                                |
| 13              | Сіолецький Валерій Антонович        | 05.11.2010            | середня            | член Народної партії   | Клуб Фадіївка, завідувач                              |
| Партія регіонів |                                     |                       |                    |                        |                                                       |
| 1               | Чуловська Валентина Володимирівна   | 05.11.2010            | середня            | позапартійна           | Бражинецька загальноосвітня школа, бібліотекар        |
| 2               | Сацюк Тамара Миколаївна             | 05.11.2010            | середня            | член Партії регіонів   | СТОВ «Колос», комірник                                |
| 5               | Вітенко Василь Миколайович          | 05.11.2010            | середня спеціальна | член Партії регіонів   | тимчасово не працює                                   |
| 6               | Рибій Василь Іванович               | 05.11.2010            | вища               | позапартійний          | Бражинецька загальноосвітня школа, вчитель            |
| Самовисування   |                                     |                       |                    |                        |                                                       |
| 3               | Григанівський Олександр Віталійович | 05.11.2010            | незакінчена вища   | позапартійний          | СТОВ «Колос», тракторист                              |
| 4               | Ковальчук Марія Іванівна            | 30.05.2012            | середня            | позапартійна           | тимчасово не працює                                   |
| 7               | Григанівська Оксана Леонідівна      | 05.11.2010            | вища               | позапартійна           | Бражинецька сільська рада, бухгалтер                  |
| 8               | Шевчик Ольга Андріївна              | 05.11.2010            | середня            | позапартійна           | тимчасово не працює                                   |
| 9               | Заверей Антоніна Володимирівна      | 05.11.2010            | середня            | позапартійна           | тимчасово не працює                                   |
| 10              | Кученір Петро Андрійович            | 05.11.2010            | середня            | позапартійний          | СТОВ «Колос», водій                                   |
| 11              | Красіловський Максим Володимирович  | 05.11.2010            | середня            | позапартійний          | СТОВ «Колос», тракторист                              |
| 14              | Юхимович Владислав Казимирович      | 05.11.2010            | середня спеціальна | позапартійний          | фельдшерсько-акушерський пункт с. Фадіївка, санітарка |